# Hautes Terres d'Islande
Pour un article plus général, voir Géographie de l'Islande.
Les Hautes Terres d'Islande, en islandais Miðhálendið qui signifie en français « Hautes Terres centrales », constituent une région de montagnes et de plateaux situés dans le centre de l'Islande. Elles sont définies par une altitude supérieure à 500 mètres, incluent les calottes telles que le Vatnajökull et recouvrent environ 40 % du pays.

## Géographie

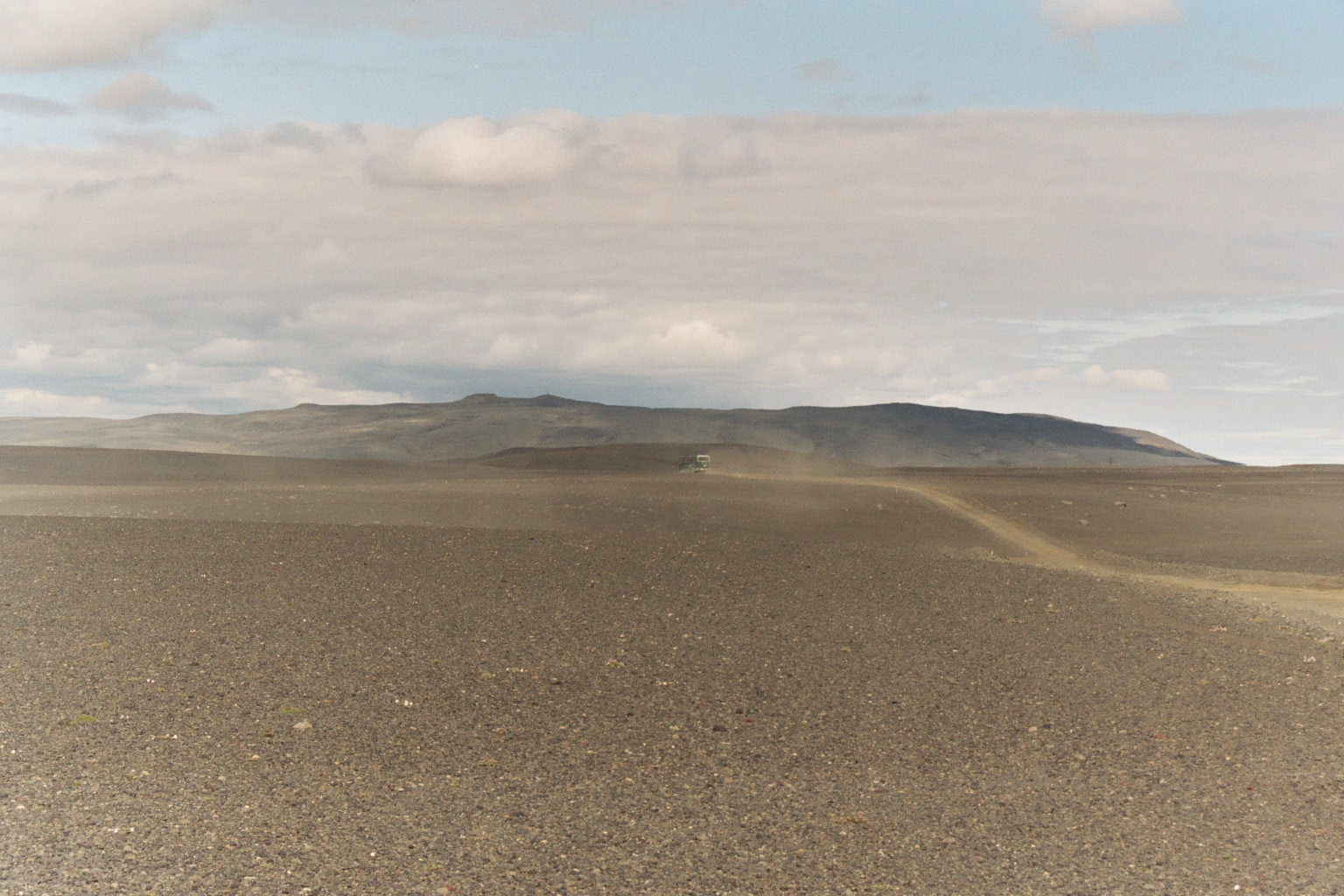
Vue du désert de lave avec la piste Sprengisandur.

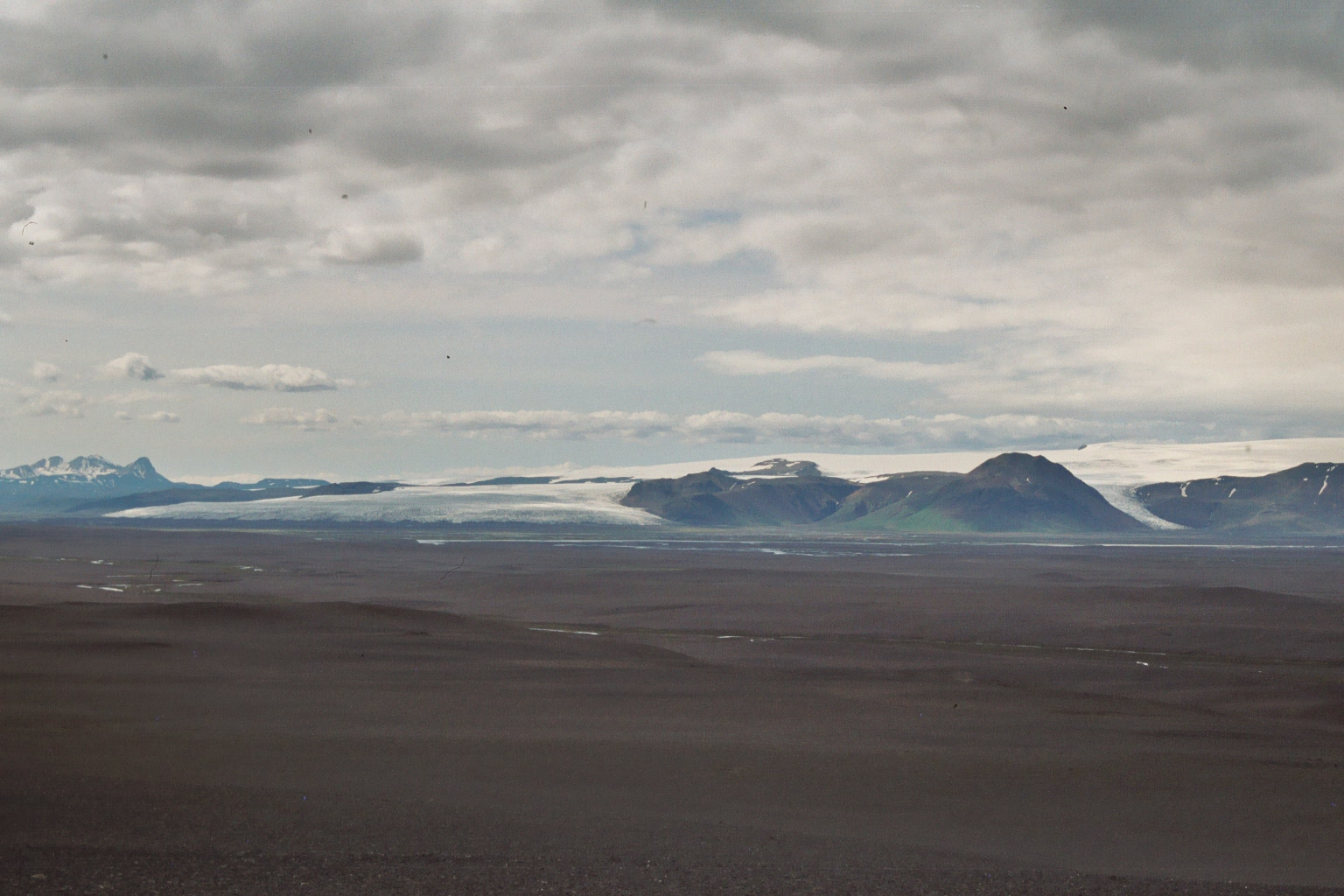
Vue du désert et des glaciers dans la région où nait la rivière Þjórsá.

Il existe deux termes pour désigner deux types de Hautes Terres : 
- háls qui se réfère aux régions montagneuses situées entre les grandes vallées comme les environs du lac Langavatn au nord de Borgarnes ;
- heiði qui désigne les Hautes Terres proprement dites comme Holtavörðuheiði traversé par la route 1, le Hringvegur.

La région est dépourvue de végétation en raison du climat polaire mais aussi en raison de la nature poreuse du sol qui ne peut retenir les eaux.
Les glaciers aussi font partie de cette région, comme le Vatnajökull, le Langjökull ou l'Hofsjökull. Au bord des torrents glaciaires ou des fleuves se développe un peu de végétation mais elle est toujours menacée par les crues et notamment les jökulhlaup, des crues déclenchées par les éruptions volcaniques sous-glaciaires.

## Présences et activités humaines
Inhospitalière et désertique, la région est inhabitable et presque inexploitée à l'exception de quelques complexes hydroélectriques comme ceux de Kárahnjúka ou de Vatnsfell.
Les quelques pistes qui la traversent sont fermées la plus grande partie de l'année en raison des rudes conditions climatiques. La région n'est accessible qu'en été, de juin à septembre, avec des véhicules tout-terrain, les seuls capables d'emprunter les pistes. Kaldidalsvegur, Kjölur et Sprengisandur sont trois pistes existant depuis le Moyen Âge. Il n'est pas permis de quitter ces pistes en raison de la fragilité de l'environnement, les traces des pneus étant encore visibles des années après le passage du véhicule.
Quelques sites naturels se trouvent sur les Hautes Terres d'Islande comme le Landmannalaugar ou la région près des volcans Askja et Herðubreið.
C'est dans ce paysage lunaire que 32 astronautes des missions Apollo se sont entraînés, près du volcan Askja, entre 1965 et 1967.